# Torneo Centroamericano 1970
El Torneo Centroamericano 1970 fue la quinta edición del Torneo Centroamericano de la Concacaf, torneo de fútbol a nivel de clubes de Centroamérica y que contó con la participación de 5 equipos de la región. El ganador estaría en la fase final de la Copa de Campeones de la Concacaf 1970. 
El Deportivo Saprissa de Costa Rica se convirtió en el campeón al derrotar en la final al CD Olimpia de Honduras.

## Equipos participantes
En cursiva los equipos debutantes en el torneo.
| País                 | Equipo             |
| -------------------- | ------------------ |
| Costa Rica · 1 cupo  | Deportivo Saprissa |
| El Salvador · 1 cupo | CD Atlético Marte  |
| Honduras 1 cupo      | CD Olimpia         |
| Guatemala · 1 cupo   | CSD Municipal      |
| Nicaragua 1 cupo     | Diriangén FC       |

## Grupo 1
| Equipo         | Pts. | PJ | PG | PE | PP | GF | GC | Dif |
| -------------- | ---- | -- | -- | -- | -- | -- | -- | --- |
| Saprissa       | 7    | 4  | 3  | 1  | 0  | 15 | 2  | +13 |
| Atlético Marte | 5    | 4  | 2  | 1  | 1  | 10 | 5  | +5  |
| Diriangén      | 0    | 4  | 0  | 0  | 4  | 1  | 19 | -18 |

### Partidos
| 26 de abril de 1970 | Atlético Marte         | 5:0 (3:0) | Diriangén | Estadio Flor Blanca, San Salvador |  |
|                     | Franco · Desconocido/s |           |           |                                   |  |

| 28 de abril de 1970 | Diriangén   | 1:3 (0:1) | Atlético Marte  | Estadio Colegio La Salle, Diriamba |  |
|                     | Desconocido |           | Franco · Méndez |                                    |  |

| 3 de mayo de 1970 | Atlético Marte | 1:1 (1:0) | Saprissa       | Estadio Flor Blanca, San Salvador |                         |
|                   | Franco 34'     |           | L. Aguilar 57' | Árbitro(s): Raúl Osorio           | Árbitro(s): Raúl Osorio |

| 12 de mayo de 1970 | Saprissa                         | 3:1 (2:0) | Atlético Marte | Estadio Nacional, San José                                |                                                           |
|                    | Jiménez 35' 57' · L. Aguilar 30' |           | Sepúlveda 75'  | Asistencia: 7,300 espectadores Árbitro(s): Javier Galindo | Asistencia: 7,300 espectadores Árbitro(s): Javier Galindo |

| 24 de mayo de 1970 | Saprissa | 9:0 (4:0) | Diriangén | Estadio Nacional, San José                                             |                                                                        |
|                    | Marín 25' 50' · L. Aguilar 42' 78' · Umaña 13' · Hernández 27' (pen.) · Rojas 55' · Jiménez 67' · Grant 74' |           |           | Asistencia: 3,218 espectadores Árbitro(s): Luis Paulino Siles Calderón | Asistencia: 3,218 espectadores Árbitro(s): Luis Paulino Siles Calderón |

| 31 de mayo de 1970 | Diriangén | 0:2 (0:0) | Saprissa      | Estadio Colegio La Salle, Diriamba |                           |
|                    |           |           | Marín 55' 89' | Árbitro(s): Valentín Gazo          | Árbitro(s): Valentín Gazo |

## Grupo 2
| Equipo    | Pts. | PJ | PG | PE | PP | GF | GC | Dif |
| --------- | ---- | -- | -- | -- | -- | -- | -- | --- |
| Olimpia   | 3    | 2  | 1  | 1  | 0  | 3  | 2  | +1  |
| Municipal | 1    | 2  | 0  | 1  | 1  | 2  | 3  | -1  |

### Partidos
| 17 de mayo de 1970 | Olimpia                           | 3:2 (1:1) | Municipal               | Estadio Nacional, Tegucigalpa |  |
|                    | Urquía 40' · Bran 67' · Suazo 77' |           | Martins 19' · López 55' |                               |  |

| 24 de mayo de 1970 | Municipal | 0:0 | Olimpia | Estadio Mateo Flores, Ciudad de Guatemala |  |

## Final

### Ida
| 21 de junio de 1970 | Saprissa        | 1:0 (0:0) | Olimpia | Estadio Nacional, San José |                            |
|                     | León 81' (pen.) |           |         | Árbitro(s): Ernesto García | Árbitro(s): Ernesto García |

|            | POR        | Rodolfo Umaña       |     |
|            | DEF        | Fernando Solano     |     |
|            | DEF        | Guillermo Hernández |     |
|            | DEF        | Heriberto Rojas     |     |
|            | DEF        | Dagoberto Díaz      |     |
|            | MED        | Francisco Hernández |     |
|            | MED        | Luis Umaña          | 80' |
|            | DEL        | Edgar Marín         |     |
|            | DEL        | Luis Chacón         | 46' |
|            | DEL        | Jaime Grant         |     |
|            | DEL        | Luis Aguilar        |     |
| Entrenador | Entrenador | Mario Cordero       |     |

|            | POR        | Crisanto Norales       | 80' |
|            | DEF        | Selvin Cárcamo         |     |
|            | DEF        | Miguel Ángel Matamoros |     |
|            | DEF        | Juan Lanza             |     |
|            | DEF        | Juan Ventura           |     |
|            | MED        | Marco Antonio Mendoza  |     |
|            | MED        | Ángel Ramón Paz        |     |
|            | DEL        | Donaldo Rosales        |     |
|            | DEL        | Rigoberto Gómez        |     |
|            | DEL        | Jorge Urquía           |     |
|            | DEL        | Jorge Bran             |     |
| Entrenador | Entrenador | Chelato Uclés          |     |

|  | MED | Juan León      | 80' |
|  | DEL | Miguel Aguilar | 46' |

|  | POR | Samuel Sentini | 80' |

| Anotado · Penal | 81' | Juan León | 1:0 |

| Árbitro             | Ernesto García          |
| Árbitros asistentes | Eladio Sibaja           |
|                     | Carlos Francisco Molina |

|            | POR        | Rodolfo Umaña       |     |
|            | DEF        | Fernando Solano     |     |
|            | DEF        | Guillermo Hernández |     |
|            | DEF        | Heriberto Rojas     |     |
|            | DEF        | Dagoberto Díaz      |     |
|            | MED        | Francisco Hernández |     |
|            | MED        | Luis Umaña          | 80' |
|            | DEL        | Edgar Marín         |     |
|            | DEL        | Luis Chacón         | 46' |
|            | DEL        | Jaime Grant         |     |
|            | DEL        | Luis Aguilar        |     |
| Entrenador | Entrenador | Mario Cordero       |     |

|            | POR        | Crisanto Norales       | 80' |
|            | DEF        | Selvin Cárcamo         |     |
|            | DEF        | Miguel Ángel Matamoros |     |
|            | DEF        | Juan Lanza             |     |
|            | DEF        | Juan Ventura           |     |
|            | MED        | Marco Antonio Mendoza  |     |
|            | MED        | Ángel Ramón Paz        |     |
|            | DEL        | Donaldo Rosales        |     |
|            | DEL        | Rigoberto Gómez        |     |
|            | DEL        | Jorge Urquía           |     |
|            | DEL        | Jorge Bran             |     |
| Entrenador | Entrenador | Chelato Uclés          |     |

|  | MED | Juan León      | 80' |
|  | DEL | Miguel Aguilar | 46' |

|  | POR | Samuel Sentini | 80' |

| Anotado · Penal | 81' | Juan León | 1:0 |

| Árbitro             | Ernesto García          |
| Árbitros asistentes | Eladio Sibaja           |
|                     | Carlos Francisco Molina |

### Vuelta
| 5 de julio de 1970 | Olimpia  | 1:4 (1:2) (Global 1:5) | Saprissa                                          | Estadio Nacional, Tegucigalpa |                              |
|                    | Bran 12' |                        | Grant 10' · Ruiz 15' · Marín 46' · M. Aguilar 89' | Árbitro(s): Juan José Corado  | Árbitro(s): Juan José Corado |

|            | POR        | Crisanto Norales       |  |
|            | DEF        | Selvin Cárcamo         |  |
|            | DEF        | Juan Lanza             |  |
|            | DEF        | Miguel Ángel Matamoros |  |
|            | DEF        | Fernando Bulnes        |  |
|            | MED        | Guifarro               |  |
|            | MED        | Marco Antonio Mendoza  |  |
|            | MED        | Rigoberto Gómez        |  |
|            | DEL        | Raúl Suazo             |  |
|            | DEL        | Jorge Urquía           |  |
|            | DEL        | Jorge Bran             |  |
| Entrenador | Entrenador | Chelato Uclés          |  |

|            | POR        | Rodolfo Umaña       |  |
|            | DEF        | Fernando Solano     |  |
|            | DEF        | Guillermo Hernández |  |
|            | DEF        | Heriberto Rojas     |  |
|            | DEF        | Dagoberto Díaz      |  |
|            | MED        | Luis Chacón         |  |
|            | MED        | Luis Aguilar        |  |
|            | MED        | Jaime Grant         |  |
|            | DEL        | Edgar Marín         |  |
|            | DEL        | Víctor Manuel Ruiz  |  |
|            | DEL        | Miguel Aguilar      |  |
| Entrenador | Entrenador | Mario Cordero       |  |

| Anotado | 12' | Jorge Bran | 1:1 |

| Anotado | 10' | Jaime Grant    | 1:0 |
| Anotado | 15' | Víctor Ruiz    | 2:1 |
| Anotado | 46' | Edgar Marín    | 3:1 |
| Anotado | 89' | Miguel Aguilar | 4:1 |

| Árbitro | Juan José Corado |

|            | POR        | Crisanto Norales       |  |
|            | DEF        | Selvin Cárcamo         |  |
|            | DEF        | Juan Lanza             |  |
|            | DEF        | Miguel Ángel Matamoros |  |
|            | DEF        | Fernando Bulnes        |  |
|            | MED        | Guifarro               |  |
|            | MED        | Marco Antonio Mendoza  |  |
|            | MED        | Rigoberto Gómez        |  |
|            | DEL        | Raúl Suazo             |  |
|            | DEL        | Jorge Urquía           |  |
|            | DEL        | Jorge Bran             |  |
| Entrenador | Entrenador | Chelato Uclés          |  |

|            | POR        | Rodolfo Umaña       |  |
|            | DEF        | Fernando Solano     |  |
|            | DEF        | Guillermo Hernández |  |
|            | DEF        | Heriberto Rojas     |  |
|            | DEF        | Dagoberto Díaz      |  |
|            | MED        | Luis Chacón         |  |
|            | MED        | Luis Aguilar        |  |
|            | MED        | Jaime Grant         |  |
|            | DEL        | Edgar Marín         |  |
|            | DEL        | Víctor Manuel Ruiz  |  |
|            | DEL        | Miguel Aguilar      |  |
| Entrenador | Entrenador | Mario Cordero       |  |

| Anotado | 12' | Jorge Bran | 1:1 |

| Anotado | 10' | Jaime Grant    | 1:0 |
| Anotado | 15' | Víctor Ruiz    | 2:1 |
| Anotado | 46' | Edgar Marín    | 3:1 |
| Anotado | 89' | Miguel Aguilar | 4:1 |

| Árbitro | Juan José Corado |

## Campeón
Saprissa
Campeón
2° título